# Pethia didi
Pethia didi е вид лъчеперка от семейство Шаранови (Cyprinidae).

## Разпространение
Видът е разпространен в северната част на Мианмар.